# 트랜스플랜트
《트랜스플랜트》(영어: Transplant)는 캐나다의 의학 드라마이다. 2020년 2월 26일 CTV에서 처음 방송되었다.